# Comté de Morgan (Colorado)
Pour les articles homonymes, voir Morgan et Comté de Morgan.
Le comté de Morgan est un comté des États-Unis, situé dans l'État du Colorado. Le comté est nommé en référence à son chef-lieu, Fort Morgan.
Outre Fort Morgan, les municipalités du comté sont Brush, Hillrose, Log Lane Village et Wiggins.

## Démographie
| 1890  | 1900  | 1910  | 1920   | 1930   | 1940   |
| ----- | ----- | ----- | ------ | ------ | ------ |
| 1 601 | 3 268 | 9 577 | 16 124 | 18 284 | 17 214 |

| 1950   | 1960   | 1970   | 1980   | 1990   | 2000   |
| ------ | ------ | ------ | ------ | ------ | ------ |
| 18 074 | 21 192 | 20 105 | 22 513 | 21 939 | 27 171 |

| 2010   | - | - | - | - | - |
| ------ | - | - | - | - | - |
| 28 159 | - | - | - | - | - |